# 阿伽羅
阿伽羅（あから）は、華厳経に登場する自然数の数詞の一つである。
華厳経（八十華厳）の巻第45、阿僧祇品第30に登場する。この経典では倶胝（107）を基準とし、そこから2乗するごとに阿庾多、那由他、頻波羅、矜羯羅、阿伽羅と名付けているので、阿伽羅は10224に当たる。またその経典では、阿伽羅の後に続けて更に最勝、摩婆羅、阿婆羅などと多数の数詞が続き、最後は不可説不可説転に至る。
将棋のありうる棋譜の数の下限値の見積もりがそれに近いので、コンピュータ将棋の「あから2010」はその数詞にちなんで名づけられた。
クッキークリッカーの日本語バージョンにおける独自の方式の命数法にも採用されている。なおこの「阿伽羅」の次の華厳経の数詞である「最勝」はこのゲームで扱える数値の限界を超えてしまうため、このゲームでは事実上「阿伽羅」が日本語バージョンの最高の単位となっている。